# ماساهیرو سکیگوچی
ماساهیرو سکیگوچی (ژاپنی: 関口 正大؛ زادهٔ ۲۱ آوریل ۱۹۹۸) یک بازیکن فوتبال اهل ژاپن است.
از باشگاه‌هایی که در آن بازی کرده‌است می‌توان به باشگاه فوتبال ونتفورت کوفو اشاره کرد.